# Тони Кёртис
То́ни Кёртис (англ. Tony Curtis, настоящее имя — Бе́рнард Шварц (Bernard Schwartz); 3 июня 1925 — 29 сентября 2010) — американский киноактёр, пользовавшийся широкой популярностью в конце 1950-х и начале 1960-х годов. Номинант на премии «Оскар», «Золотой глобус» и «BAFTA» в категории «Лучшая мужская роль» в фильме «Скованные одной цепью».
Актёр сыграл более чем в ста фильмах очень разные роли, от лёгких комедий до серьёзных драм. В числе известных актёрских работ Кёртиса такие фильмы, как «В джазе только девушки», «Сладкий запах успеха», «Большие гонки», «Скованные одной цепью» и «Викинги». На закате карьеры Тони Кёртис много времени уделял телевидению.

## Биография
Родился в Нью-Йорке в еврейской семье. Его родителей, выходцев из Матесальки (города на северо-востоке Венгрии), звали Эммануэл Шварц и Элен Кляйн. Во время Второй мировой войны служил на флоте и был ранен японцами при обороне острова Гуам. Дебютировал на большом экране в эпизодической роли танцора румбы в классическом фильме жанра нуар «Крест-накрест» (1949). Образ Кёртиса в этих ранних фильмах был рассчитан на то, чтобы покорить аудиторию девушек-подростков. Его причёска стала настолько модной, что ей подражал сам Элвис Пресли. Говорят, что студия Universal получала еженедельно свыше десяти тысяч писем поклонниц с просьбами выслать локон с головы Тони Кёртиса.
В 1953 году актёр сыграл Гарри Гудини в одноимённом фильме вместе со своей женой Джанет Ли. Его дочь от этого брака, Джейми Ли Кёртис, стала известной актрисой.
В 1958—1962 годах Кёртис был одним из самых востребованных актёров Голливуда. За это время он снялся вместе с Кирком Дугласом в крупнобюджетных исторических блокбастерах «Викинги» и «Спартак», в 1958 году вместе с Фрэнком Синатрой сыграл в фильме «Короли отправляются в путь», а в 1962 году вместе с Юлом Бриннером — в экранизации повести Н. В. Гоголя «Тарас Бульба». Однако самой яркой страницей в его кинобиографии стала роль в комедии «В джазе только девушки» (1959). После успеха этого фильма в карьере Кёртиса было много комедий, но ту былую популярность вернуть уже не удалось.
После развода с Ли в 1962 году Кертис женился на Кристин Кауфман, 18-летней немецкой партнерше по фильму «Тарас Бульба». Они развелись в 1968 году и Кауфманн возобновила свою карьеру, которую прервала во время замужества. В том же году Кертис женился на Лесли Аллен, от которой у него было двое сыновей: Николас Бернард (31 декабря 1970 — 2 июля 1994) и Бенджамин Кертисы (родился 2 мая 1973 г.). Пара развелась в 1982 году.
26 апреля 1970 года Кертис был арестован за хранение марихуаны в Лондоне. В 1970-е годы Кёртис перестал сниматься в крупных голливудских проектах и перешёл на телевидение.
Кертис женился на Андреа Савио в 1984 году; они развелись в 1992 году. В следующем году, 28 февраля 1993 года, он женился на Лизе Дойч, но они развелись уже через год.
Его шестая и последняя жена, Джилл Ванденберг, была моложе его на 45 лет. Они познакомились в ресторане в 1993 году и поженились 6 ноября 1998 года. «Разница в возрасте нас не смущает, — говорил актёр. — Мы много смеемся. Мое тело функционирует, и все в порядке. Она самая сексуальная женщина».
Согласно Pittsburgh Post-Gazette, Кертис, у которого были проблемы с алкоголизмом и употреблением наркотиков, в середине 1980-х прошел через лечебный центр Клиники Бетти Форд, который был успешным для него.. В 1994 году его сын Николас умер от передозировки героина в возрасте 23 лет.
Несмотря на популярность у публики, критики молодого актёра недооценивали, и Кёртис искал для себя более серьёзные роли. В 1957 году он блестяще сыграл в экранизации пьесы Лемана «Сладкий запах успеха», а уже на следующий год был выдвинут на «Оскар» за роль в нашумевшей социальной драме о зыбкости расовых различий «Не склонившие головы».

### Смерть

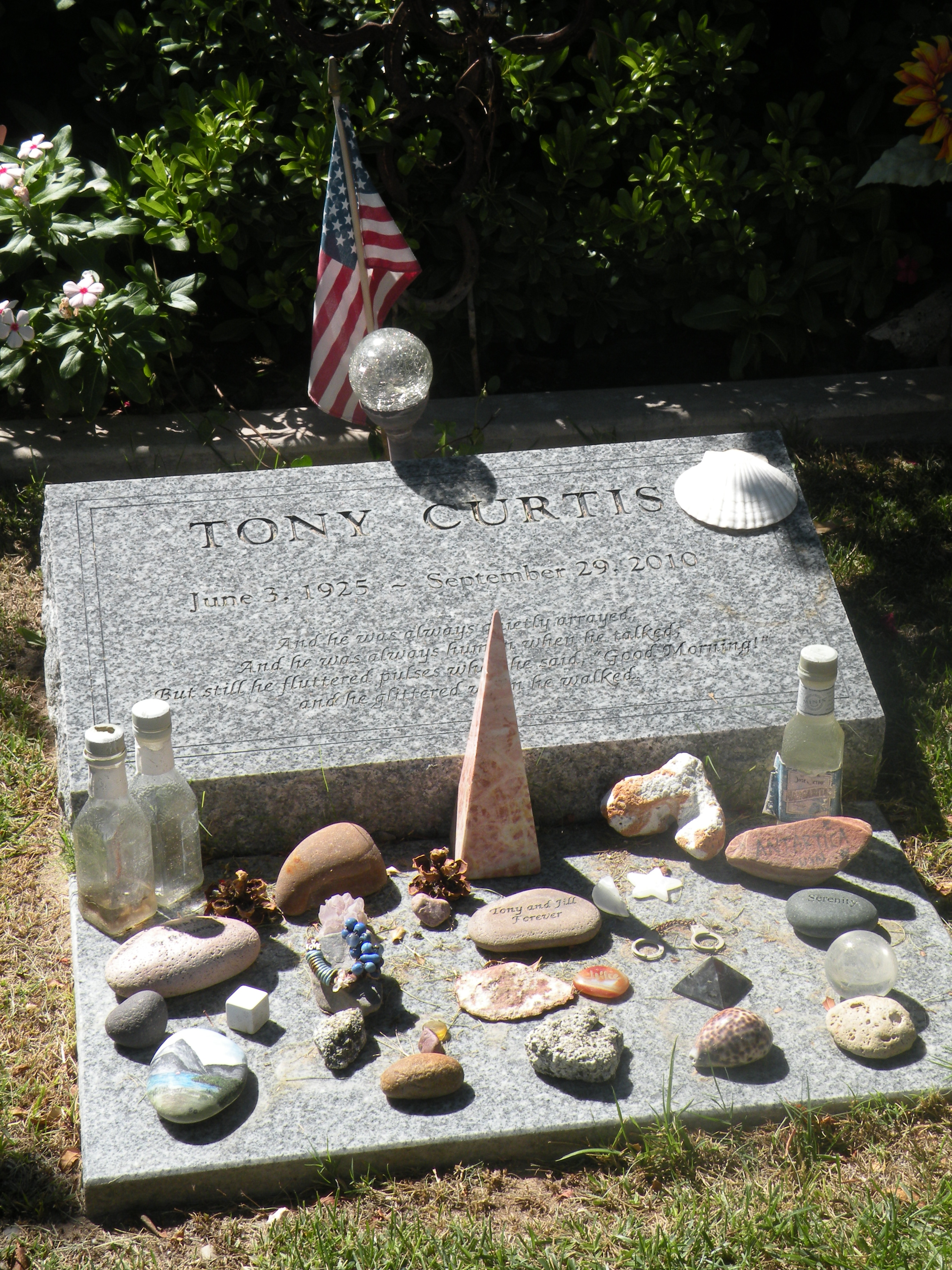
Надгробие Тони Кёртиса

Тони Кёртис скончался от остановки сердца у себя в доме в Хендерсоне (недалеко от Лас-Вегаса) 29 сентября 2010 года.
На похоронах Арнольд Шварценеггер отметил, что Кёртис не желал чувствовать себя постаревшим. «Ну скажите, кто ещё мог бы раздеться догола в 80 лет?» — заявил Шварценеггер, имея в виду съёмки Кёртиса для журнала Vanity Fair в 2005 году.
Как рассказали родственники Кертиса, его похоронили с его любимыми вещами: в гроб артиста положили шляпу, шарф от модного дома Armani, пару перчаток, экземпляр его любимого литературного произведения — романа «Энтони несчастный» Херви Аллена, а также iPhone.

## Избранная фильмография
| Год       |    | Русское название                | Оригинальное название        | Роль                                 |
| --------- | -- | ------------------------------- | ---------------------------- | ------------------------------------ |
| 1949      | ф  | Крест-накрест                   | Criss Cross                  | танцор (нет в титрах)                |
| 1949      | ф  | Город за рекой                  | City Across the River        | Митч                                 |
| 1949      | ф  | Джонни-стукач                   | Johnny Stool Pigeon          | Джои Хайатт                          |
| 1950      | ф  | Винчестер 73                    | Winchester '73               | Доун                                 |
| 1950      | ф  | Я был магазинным воришкой       | I Was a Shoplifter           | Пепе                                 |
| 1953      | ф  | Гудини                          | Houdini                      | Гарри Гудини                         |
| 1953      | ф  | Запрещено                       | Forbidden                    | Эдди Дэрроу                          |
| 1954      | ф  | Черный щит Фалуорта             | The Black Shield of Falworth | Майлз                                |
| 1955      | ф  | Пересечь шесть мостов           | Six Bridges to Cross         | Джерри Флориа                        |
| 1956      | ф  | Трапеция                        | Trapeze                      | Тино Орсини                          |
| 1957      | ф  | Мистер Кори                     | Mister Cory                  | Кори                                 |
| 1957      | ф  | Сладкий запах успеха            | Sweet Smell of Success       | Сидни Фалько                         |
| 1957      | ф  | Это случилось в полночь         | The Midnight Story           | Джо Мартини                          |
| 1958      | ф  | Викинги                         | The Vikings                  | Эрик                                 |
| 1958      | ф  | Не склонившие головы            | The Defiant Ones             | Джон «Джокер» Джексон                |
| 1959      | ф  | В джазе только девушки          | Some Like It Hot             | Джо / Джозефина                      |
| 1959      | ф  | Кто была та леди?               | David Wilson                 | Дэвид Уилсон                         |
| 1959      | ф  | Операция «Нижняя юбка»          | Nick Holden                  | Ник Холден                           |
| 1960      | ф  | Спартак                         | Spartacus                    | Антонин                              |
| 1961      | ф  | Великий самозванец              | The Great Impostor           | Фердинанд Демара                     |
| 1962      | ф  | Тарас Бульба                    | Taras Bulba                  | Андрий                               |
| 1963      | ф  | Капитан Ньюмэн, доктор медицины | Captain Newman, M.D.         | капрал Джексон Лейбович              |
| 1964      | ф  | Париж, когда там жара           | Paris, When It Sizzles       | приятель Габби; Морис, полицейский   |
| 1964      | ф  | Секс и незамужняя девушка       | Sex and the Single Girl      | Боб Вестон                           |
| 1965      | ф  | Боинг-Боинг                     | Boeing Boeing                | Бернард Лоренс                       |
| 1965      | ф  | Большие гонки                   | The Great Race               | Лесли Галлант III                    |
| 1967      | ф  | Не гони волну                   | Don’t Make Waves             | Карло Кофилд                         |
| 1968      | ф  | Бостонский душитель             | The Boston Strangler         | Альберт Де Сальво                    |
| 1968      | ф  | Бросок в Монте-Карло            | Monte Carlo or Bust!         | Честер Скофилд                       |
| 1971—1972 | с  | Сыщики-любители экстра класса   | The Persuaders!              | Дэнни Уайлд                          |
| 1975      | ф  | Граф Монте Кристо               | The Count of Monte Cristo    | Фернан Мондего                       |
| 1976      | ф  | Последний магнат                | The Last Tycoon              | Родригес                             |
| 1978      | ф  | Маниту                          | The Manitou                  | Гарри Эрскин                         |
| 1982      | ф  | Мозговой импульс                | BrainWaves                   | доктор Клавиус                       |
| 1985      | ф  | Ничтожество                     | Insignificance               | сенатор                              |
| 1986      | ф  | Принцесса мафии                 | Mafia Princess               | Сальваторе Джанкана                  |
| 1986      | тф | Убийство в трёх актах           | Murder in three acts         | Чарльз Картрайт / Charles Cartwright |
| 1989      | ф  | Человек-краб с Марса            | Lobster Man From Mars        | Дж. П. Шелдрейк                      |
| 1989      | ф  | Тарзан в Манхэттене             | Tarzan In Manhattan          | Архимед (Арчи) Портер, отец Джейн    |
| 1992      | ф  | Рождество в Коннектикуте        | Christmas In Connecticut     | Александр Ярдли                      |
| 1993      | ф  | Мумия жива                      | The Mummy Lives              | доктор Азиру Мохассид                |
| 1995      | ф  | Бессмертные                     | The Immortals                | Доминик                              |
| 1997      | ф  | Элвис встречает Никсона         | Elvis Meets Nixon            | камео                                |
| 1999      | ф  | Бей в кость                     | Play It to the Bone          | камео                                |
| 2008      | ф  | Давид и Фатима                  | David & Fatima               | мистер Шварц                         |